# The Last Judgment
The Last Judgment est le septième album du projet Moonchild. Comme pour le précédent, Templars: In Sacred Blood, la formation originale (Baron-Dunn-Patton) est augmentée de John Medeski à l'orgue. Inspiré à nouveau par la légende des Templiers, cet album est présenté comme le dernier du projet Moonchild.

## Titres
| No | Titre                          | Durée |
| -- | ------------------------------ | ----- |
| 1. | Tria Prima                     | 3:28  |
| 2. | Trinity                        | 5:22  |
| 3. | Resurrection                   | 4:20  |
| 4. | Le Tombeau de Jacques de Molay | 4:24  |
| 5. | Sleepy Hollow                  | 2:41  |
| 6. | Friday the 13th                | 3:44  |
| 7. | Misericordia                   | 5:50  |
| 8. | Incant                         | 4:28  |
| 9. | Slipway                        | 6:19  |

## Personnel
- Joey Baron - batterie
- Trevor Dunn - basse
- John Medeski - orgue
- Mike Patton - chant